# Torre del Vescovo
La torre del Vescovo è una torre medievale di Catania, nel quartiere Antico Corso.

## Storia
Costruita nel 1302 in quella che è oggi l'area adiacente all'Ospedale Vittorio Emanuele II, acquisì in seguito questo nome quando il Vescovo di Catania, Antonio de' Vulpone, la acquistò per destinarla a lazzaretto.
La costruzione attuale è cinquecentesca, a pianta quadrangolare e realizzata in pietra lavica e malta. Nella parte superiore sono ancora presenti delle feritoie probabilmente utilizzate un tempo dagli arcieri a difesa della fortezza.
Viste le dimensioni molto contenute, il lazzaretto venne poi ampliato inglobando il vicino bastione cinquecentesco facente parte delle Mura di Carlo V. Questo complesso divenne quindi un ospedale che venne chiamato Ospedale degli Infetti. La torre, un tempo confinante con le mura cittadine, oggi è inserita in un'aiuola spartitraffico.